# トニー・ジャット
トニー・ジャット（Tony Judt、1948年1月2日 - 2010年8月6日）は、イギリスの歴史学者。専門は、フランス現代史、ヨーロッパ史。

## 人物
1948年1月2日、ロンドン生まれ。ケンブリッジ大学で博士号取得。ニューヨーク大学ヨーロッパ研究教授を務めた。
2010年8月6日、筋萎縮性側索硬化症の為に逝去。62歳没。

### 政治思想史
ジャットは、フランスの政治思想の研究からキャリアをスタートさせている。『知識人の責任―ブルム、カミュ、アロン』『ヨーロッパ戦後史』『失われた二〇世紀』など、20世紀の歴史を描くにあたって、知識人の動向に着目した著作を発表してきた。社会主義、マルクス主義の思想史について造詣が深い。
ジャットは、マルクス主義を批判して、社会民主主義を擁護している。ジャットは、マルクス主義について、あれほどの苦しみ（スターリン主義や毛沢東の失策やカンボジア大虐殺など）をひきおこした責任をおっているのだから、歴史のゴミ箱に投げ捨てるのも正当でもあるが、それだと過去が理解できなくなるという代償を支払うことになるとして、マルクス主義が20世紀の想像力をどれだけ強く掴んだかを思い出す必要があるという。ジャットは、マルクス主義（共産主義）は、本質的に宗教的観念であったとして、マルクス主義者は、「歴史的」法則を絶対確実な根拠とみなし、必ず社会主義が資本主義に取って代わるに違いないと信じ、また、その目標は全世界から喝采を受けていると思い込んだと指摘する。1956年のハンガリー動乱と1968年のプラハの春の幻滅の後でさえ、「正しい」未来の側に立っていると思い込んだ多くのマルクス主義者が共産主義への忠誠を固持し、その結果、後ろ向きの教義が供給されるとともに、現実のジレンマに対する実際的な政治対応力を失っていったとジャットはいう。マルクス主義者は、資本主義には曲げたり折ったりすることのできない確固とした法則があり、介入しても無駄だと考えていたため、1930年代の恐慌の際は解決策はおろか議論さえも拒否した。
ソ連共産主義体制の崩壊によって、歴史的必然という防塁で守られた物語が失われ、左翼を束ねてきた教義全体がばらけ、これは社会民主主義にとっても壊滅的な衝撃となった。その後の政治は、理想主義を欠き、社会的計算問題や、ひととモノの日常管理へ縮小したが、これは左翼にとって破局だった。ヨーロッパの民主主義的左翼は、自らを革命的社会主義、共産主義に対する代案と考え、独裁主義ではない、自由の味方で抑圧には反対だと主張してきた。現在では、左翼による独裁主義への挑戦は消滅し、皆が民主主義者となってしまったので、民主主義を強調することは不要となった、とジャットはいう。

## 著書

### 単著
- Socialism in Provence, 1871-1914: A Study in the Origins of the Modern French Left, (Cambridge University Press, 1979).
- Marxism and the French Left: Studies in Labour and Politics in France, 1830-1981, (Clarendon Press, 1986).
- Past Imperfect: French Intellectuals, 1944-1956, (University of California Press, 1992).
- The Burden of Responsibility: Blum, Camus, Aron, and the French Twentieth Century, (University of Chicago Press, 1998).
  - 『知識人の責任―ブルム、カミュ、アロン』（土倉莞爾ほか訳、晃洋書房、2009年）
- Postwar: A History of Europe since 1945, (Penguin Press, 2005).
  - 『ヨーロッパ戦後史（上）1945-1971』（森本醇訳、みすず書房、2008年）
  - 『ヨーロッパ戦後史（下）1971-2005』（浅沼澄訳、みすず書房、2008年）
- Reappraisals: Reflections on the Forgotten Twentieth Century, (Penguin Press, 2008).
  - 『失われた二〇世紀』上・下（河野真太郎・生駒久美・伊澤高志・近藤康裕・高橋愛訳、NTT出版、2011年）
- Ill fares the land, Penguin Press, 2010.
  - 『荒廃する世界のなかで―これからの「社会民主主義」を語ろう』（森本醇訳、みすず書房、2010年）
- The memory chalet, Penguin, 2010.
  - 『記憶の山荘　自伝的戦後史』（森夏樹訳、みすず書房、2011年）

### 編著
- Resistance and Revolution in Mediterranean Europe, 1939-1948, (Routledge, 1989).

### 共編著
- The Politics of Retribution in Europe: World War II and its Aftermath, co-edited with Istvan Deak and Jan T. Gross, (Princeton University Press, 2000).
- Language, Nation, and State: Identity Politics in a Multilingual Age, co-edited with Denis Lacorne, (Palgrave, 2004).
- With Us or Against Us: Studies in Global Anti-Americanism, co-edited with Denis Lacorne, (Palgrave, 2005).
- THINKING THE TWENTIETH CENTURY, co-edited with Timothy Snyder, (Penguin Books, 2012).
  - 『20世紀を考える』（聞き手ティモシー・スナイダー、河野真太郎訳、みすず書房、2015年）

## 脚註
1. ↑  トニー・ジャット氏死去 英歴史学者 共同通信 2010年8月8日閲覧
2. ↑  『荒廃する世界のなかで―これからの「社会民主主義」を語ろう』（森本醇訳、みすず書房、2010年）
3. ↑  ジャット 2011, p. 上24.
4. ↑  ジャット 2010, p. 157-9.
5. ↑  ジャット 2010, p. 158-9.
6. ↑  ジャット 2010, p. 159.
7. ↑  ジャット 2010, p. 160.
8. 1 2  ジャット 2010, p. 161.
9. ↑  ジャット 2010, p. 162.